# Vita nobilissimi comitis Girardi de Rossellon
La Vita nobilissimi comitis Girardi de Rossellon ou Vie de Girart de Roussillon est un texte narratif en prose, sur la vie de Gérard II de Paris, basé sur la charte de fondation de l'abbaye de Pothières, sur une chanson de geste et sur d'autres sources moins évidentes. Le texte originel latin, disparu, serait daté de la fin du XIe siècle ou du début du XIIe siècle. Un premier texte en latin conservé est attribué au début du XIIIe siècle, deux autres aux XIIIe ou XIVe siècle. Une traduction en langue d'oïl est datée de la fin du XIIIe siècle.

## Datation et comparaison des manuscrits
Quatre manuscrits en latin et langue d'oïl de la Vie de Girart de Roussillon sont connus.
Le plus ancien texte, en latin, titré Vita nobilissimi comitis Girardi de Rossellon, est le deuxième document d'un recueil factice de textes rassemblés par des bénédictins, enregistré à la Bibliothèque nationale de France à Paris sous la cote 13090 du fonds latin. L'écriture de la Vita est du début du XIIIe siècle, mais un texte original, perdu, a pu être rédigé près d'un siècle auparavant. Le manuscrit 13496 du fonds français de la BNF, recueil de vies de saints en prose, exécuté en Bourgogne à la fin du XIIIe siècle d'après Paul Meyer, à la fin du XIIIe siècle ou au début du XIVe siècle selon Peter Florian Dembowski. Il comporte une traduction en français, littérale et dans un style « lourd et pénible », avec un certain nombre de contresens. Le traducteur et le copiste étaient bourguignons.
Les deux autres documents en latin appartiennent à des recueils factices de textes de légendes de saints. L'un d'eux était la possession du prieuré de Corsendonk, en Belgique flamande. Il est actuellement conservé à la Bibliothèque Mazarine à Paris sous la cote 1329. Le texte de la Vita occupe les feuillets 186 v° à 191 r° et s'étend sur 244 paragraphes. Le prologue de la Vita nobilissimi comitis Girardi de Rossellon diffère de celui de la BNF, mais le reste du texte s'accorde avec ce dernier. Il est généralement abrégé par rapport à celui de la BNF mais il présente également des développements réalisés par un remanieur du XIIIe ou XIVe siècle. Les paragraphes 249 à 256 de la version de la BNF sont ici manquants. 
Le dernier manuscrit est signalé en 1826 par Edmond Martène à l'abbaye du Rouge-Cloître dans la région de Bruxelles-Capitale en Belgique. Il ne donne qu'un très court extrait du contenu de la Vita, mais Paul Meyer y note « les mêmes termes, avec les mêmes fautes et sous la même forme abrégée » que dans le document de la Bibliothèque Mazarine. Il conclut que les deux textes sont analogues.

## LaVitadu manuscrit latin 13090 de la BNF

### Résumé
Le texte débute par une rapide présentation du personnage, natif d'Avignon, fils du comte Drogon, qui vécut sous quatre rois, Charlemagne, Louis le Pieux, Charles II le Chauve et Louis II le Bègue. Il est fait l'éloge de sa piété, ses qualités physiques sont décrites et l'étendue de ses possessions est mentionnée.
L'histoire commence avec ses épousailles avec Berte, fille de Hugues, comte de Sens. Charles le Chauve épouse Eloyse, sœur cadette de Berte. À la mort des parents de ces deux femmes, les deux hommes se font la guerre, chacun prétendant avoir droit à l'héritage. Le roi chasse du royaume Girart, qui exerce pendant sept ans, par esprit de pénitence, le métier de charbonnier, tandis que sa femme se fait couturière. Une veille de Pentecôte, Girart et Berte se présentent en habit de pèlerin à la reine, qui réussit à réconcilier le roi et Girart. Ce dernier et sa femme se livrent à la pratique des bonnes œuvres. Mais bientôt le roi, excité par de mauvais conseillers, cherche une querelle à Girart. Celui-ci, suivant le conseil d'un sage vieillard de sa cour, envoie par deux fois au roi un messager chargé de paroles de paix, chaque fois repoussé injurieusement. Une première bataille a lieu, suivie d'une seconde. À chaque fois, le roi est perdant et Girart se montre magnanime et prêt à résoudre le conflit. De nombreuses batailles s'ensuivent et le roi est finalement obligé de se réfugier dans Paris. Un ange lui y apparaît et lui enjoint de faire la paix avec Girart, ce qui est alors fait.
Les deux enfants de Girart et Berte meurent avant leurs parents. Girart et sa femme se livrent avec plus d'ardeur que jamais à l'accomplissement des œuvres pies. Ils font construire en l'honneur des douze apôtres douze monastères, dont chacun contenait douze moines. Les deux plus illustres, ne relevant que du Pape, furent ceux de Vézelay et de Pothières. Des miracles s'accomplissent pendant la construction de chacune de ces abbayes. L'abbaye de Pothières est voisine du mont Lassois sur lequel s'observent les ruines d'une ville que les Vandales tinrent sept ans assiégée. Les habitants, manquant de vivres, ont l'idée de laisser tomber entre les mains de leur ennemi un jeune taureau nourri abondamment du peu de froment qui restait dans la ville. Les Vandales prennent le taureau, s'imaginent que les assiégés ont encore des vivres en abondance, et lèvent le siège. Mais les habitants se mettent imprudemment à leur poursuite ; les Vandales leur résistent, les mettent en déroute, et entrent dans la ville qu'ils ruinent de fond en comble. Les Vandales, divisés, se détruisent ensuite les uns les autres. La ville est rebâtie plus tard et reçoit le nom de Roussillon dont plusieurs étymologies sont fournies.
Il est ensuite narré, sans transition, le récit d'une nouvelle guerre. Une querelle s'étant élevée entre le roi et Girart, le premier assiège Roussillon et s'en rend maître par trahison. Girart ne tarde pas à reprendre son château à la suite d'un combat sanglant. Une bataille plus sanglante encore a lieu à jour convenu, dans la vallée de Val-Béton, entre Vézelay et Pierre-Pertuise. À l'acmé de la lutte, Dieu fait un miracle pour séparer les combattants : la terre tremble et les bannières des deux armées sont brûlées par le feu du ciel.
Des miracles sont ensuite accomplis en faveur de Girart. Berte meurt sept ans avant son mari et est enterrée à Pothières. Juste avant de mourir, Girart fait promettre à ceux qui l'entourent de faire transporter son corps à Pothières, auprès de celui de son épouse. À sa mort à Avignon, le peuple veut absolument garder le corps. Dieu fait paraître son mécontentement et une sécheresse qui dure sept années stérilise la terre. Les habitants meurent en foule de misère et de maladie. Un jeûne de trois jours est ordonné. La troisième nuit un ange apparaît à un religieux, et lui fait connaître la cause de la colère divine. Le corps est aussitôt transporté à Pothières, où il est accueilli avec enthousiasme. Des miracles s'accomplissent alors et depuis sur la tombe, certains racontés dans la suite du texte.

### Analyse
La Vita nobilissimi comitis Girardi de Rossellon a probablement été rédigée par un moine de l'Abbaye Saint-Pierre-et-Saint-Paul de Pothières pour faire de Girart de Roussillon un saint et attirer des pèlerins jusqu'à son tombeau dans l'abbaye. L'auteur prétend avoir été témoin d'un miracle réalisé par le défunt Girart de Roussillon du temps du pontificat d'Alexandre II, soit entre 1061 et 1073. Si l'on accorde du crédit à cette affirmation, la rédaction originelle serait de la fin du XIe siècle ou du début du XIIe siècle.

### Postérité de l’œuvre
Dans Auberi le Bourguignon, Auberi est le fils du duc Basin qui, après la mort de Girart, est autorisé par Charles Martel à exercer le pouvoir en Bourgogne. L'auteur du texte tel qu'il est actuellement connu s'est peut-être inspiré de Girart de Roussillon et de la Vita nobilissimi comitis Girardi de Rossellon pour intégrer à sa chanson l'épisode des accès de jalousie mutuels d'un couple âgé. Au dernier document, il a également pu reprendre la thématique de la repentance des fautes.